# 中川虎之助

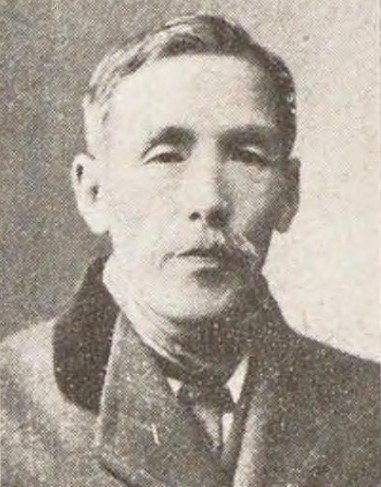
中川虎之助

中川 虎之助（なかがわ とらのすけ、1859年2月5日（安政6年1月3日） - 1926年（大正15年）3月16日）は、日本の政治家、実業家、漢詩人。衆議院議員。徳島県上板町出身。

## 経歴
中川政治郎の三男として板野郡上板町神宅で生まれる。号は剣岳。実家は製糖業(阿波和三盆業)を営む。
1908年（明治41年）、51歳で第10回衆議院議員総選挙に出馬し当選、1912年（明治45年）に再選する。普通選挙を唱え、1925年（大正14年）に普選実施の礎地をつくった。また、在任中に鳴門架橋（現在の大鳴門橋）の提案をするなど、卓抜な識見を有した。
1926年（大正15年）3月16日、68歳で没する。